# Месје 12
Месје 12 (М12) је збијено звездано јато у сазвежђу Змијоноша које се налази у Месјеовом каталогу објеката дубоког неба.
Деклинација објекта је - 1° 56' 50" а ректасцензија 16h 47m 14,5s. Привидна величина (магнитуда) објекта М12 износи 6,1. М12 је још познат и под ознакама NGC 6218, GCL 46.